# Pauline Zimmerli-Bäurlin
Pauline Zimmerli-Bäurlin (Aarau, 7 juli 1829 - Aarburg, 8 mei 1914) was een Zwitserse onderneemster en uitvindster van de tweenaaldse breimachine.

## Biografie
Zimmerli-Bäurlin was een dochter van Samuel Bäurlin en van Luise Hässig. In 1859 huwde ze Johann Jakob Zimmerli, van wie ze de tweede echtgenote was. Ze gaf lessen handwerk in Brugg en Aarburg. Na de uitvinding van anilinekleurstoffen stapte haar familie in 1871 af van haar oude procédés en kocht ze een Amerikaanse Lamb-breimachine aan. Zimmerli-Bäurlin perfectioneerde deze machine voor het breien van ondergoed. Daarmee lag haar machine en haar in 1871 opgerichte bedrijf aan de basis van de Zwitserse geïndustrialiseerde brei-industrie. In 1878 stelde ze haar textiel tentoon op de Wereldtentoonstelling in Parijs. Vanaf 1874 trad haar zoon Oscar Zimmerli (1860-1928) tot de directie van het bedrijf toe. De Zimmerli Textil AG bestaat tot op de dag van vandaag.